# Webb Nunataks
I Webb Nunataks sono un gruppo di nunatak (picchi rocciosi isolati) antartici, situato 3,7 km a ovest del Madey Ridge nel Neptune Range, che fa parte dei Monti Pensacola in Antartide.
Il gruppo di nunatak è stato mappato dall'United States Geological Survey (USGS) sulla base di rilevazioni e foto aeree scattate dalla U.S. Navy nel periodo 1956-66.
La denominazione è stata assegnata dall'Advisory Committee on Antarctic Names (US-ACAN) in onore di Dalton Webb, ingegnere elettronico della Raydist Corporation, che faceva parte dell'Electronic Test Unit nei Monti Pensacola nel 1957-58.